# AFC sjever
AFC sjever je jedna od četiri divizije AFC konferencije u nacionalnoj ligi američkog nogometa NFL. Članovi divizije su Baltimore Ravensi, Cincinnati Bengalsi, Cleveland Brownsi i Pittsburgh Steelersi. Divizija postoji u trenutnom obliku od sezone 2002., kada je nakon ulaska u ligu Houston Texansa ukupan broj momčadi porastao na 32, koje su tada raspodijeljene na ukupno osam divizija po četiri momčadi, po četiri divizije u svakoj konferenciji.
Sjedišta momčadi divizije AFC istok su Owings Mills, Maryland (Baltimore Ravens), Cincinnati, Ohio (Cincinnati Bengals),  Cleveland, Ohio (Cleveland Browns) i Pittsburgh, Pennsylvania (Pittsburgh Steelers).

## Pobjednici divizije AFC sjever od 2002. do 2020. godine
| Sezona | Momčad              | Omjer  |
| ------ | ------------------- | ------ |
| 2002.  | Pittsburgh Steelers | 10-5-1 |
| 2003.  | Baltimore Ravens    | 10-6   |
| 2004.  | Pittsburgh Steelers | 15-1   |
| 2005.  | Cincinnati Bengals  | 11-5   |
| 2006.  | Baltimore Ravens    | 13-3   |
| 2007.  | Pittsburgh Steelers | 10-6   |
| 2008.  | Pittsburgh Steelers | 12-4   |
| 2009.  | Cincinnati Bengals  | 10-6   |
| 2010.  | Pittsburgh Steelers | 12-4   |
| 2011.  | Baltimore Ravens    | 12-4   |
| 2012.  | Baltimore Ravens    | 10-6   |
| 2013.  | Cincinnati Bengals  | 11-5   |
| 2014.  | Pittsburgh Steelers | 11-5   |
| 2015.  | Cincinnati Bengals  | 12–4   |
| 2016.  | Pittsburgh Steelers | 11-5   |
| 2017.  | Pittsburgh Steelers | 13–3   |
| 2018.  | Baltimore Ravens    | 10-6   |
| 2019.  | Baltimore Ravens    | 14–2   |
| 2020.  | Pittsburgh Steelers | 12-4   |